# Partido de Capitán Sarmiento
Capitán Sarmiento es un partido o municipio situado en la provincia de Buenos Aires, Argentina. Según el censo de 2022, tiene una población de 15 965 habitantes.
Su cabecera es la ciudad de Capitán Sarmiento.
Se encuentra a 145 km de Buenos Aires, por la RN 8.

## Historia
En 1882 se inaugura la estación ferroviaria "Capitán Sarmiento", nombre que tomaría el poblado. Esta línea del Ferrocarril Oeste (luego Ferrocarril Central Argentino y actualmente Ferrocarril Mitre) uniría San Antonio de Areco con Pergamino, pasando por Arrecifes y creando estaciones entre ambos puntos, entre ellas la de Capitán Sarmiento.
Los primeros pobladores en instalarse fueron Guillermo Ham, Eduardo Casey, Benjamín Zapiola, Vicente Latorre, Antonio Molina, Carlos Urioste, Victoria Casares, los Cunningham, Allen y muchos otros que cooperaron activamente para que progresara la zona. También un tal Gerardo Gómez estableció un comercio junto a la estación del ferrocarril que unía a San Antonio de Areco con Pergamino. La villa que se había instalado en los alrededores de la Estación Capitán Sarmiento había cobrado cierta importancia ya. Por ello en 1886 los Urioste harían donación de una parte de sus terrenos con el fin de formalmente conformar el pueblo.
La proyectada y aprobada traza para el pueblo y las quintas circundantes, que abarcaba una superficie de 168 hectáreas, data de 1887. También funcionaban, por entonces, una escuela y una capilla, en la cual se veneraba al considerado patrono del pueblo: San Carlos de Borromeo.
Desde aquel 1905 se conocen gestiones tendientes a lograr la autonomía de lo que luego sería el Partido de Capitán Sarmiento; en ese año el Senador Provincial Octavio Chaves presentaría un proyecto en tal sentido. Pero el mismo, y luego de deambular por los intersticios burocráticos de la Legislatura bonaerense durante dos años -como corresponde- fue archivado, aduciéndose que las Comisiones por las cuales había pasado dictaminaron "falta de antecedentes".
En 1912 en Buenos Aires había unos 10.000 propietarios terratenientes, mientras que los arrendatarios eran casi 17.000 y había unos 3.000 medieros (la población total de toda la provincia de Buenos Aires era de 2.065.166 habitantes). La huelga agraria iniciada en Santa Fe se extendió a algunos puntos de Buenos Aires, entre ellos Pergamino, lugar donde una asamblea publicó un manifiesto: "Agricultores: No es posible que permanezcamos por más tiempo sufriendo la oprobiosa miseria en que los altos funcionarios nos han colocado. Si precaria ha sido la condición del colono en los distritos de Santa Fe, no es menos lo que estamos pasando en Pergamino Unámonos, pues, en acción conjunta, y como los agricultores de Alcorta, Bigand, Álvarez y Firmat, solicitemos a los dueños de los campos una rebaja de los altos alquileres que hay que pagar...". A consecuencia del movimiento de los chacareros nacería la Federación Agraria Argentina que, en su primera asamblea, designó presidente al representante de la Liga Agraria de Pergamino: el experiodista de convicciones y militancia socialista Antonio Noguera. Al poco tiempo fue destituido, regresando a su chacra de Pergamino, donde colgó en el carro que usaba un cartel con esta inscripción: "Sembrando ideas o sembrando papas, lo mismo se contribuye a engrandecer la Patria". Además de Pergamino adhirieron al movimientos agrario las siguientes localidades bonaerenses: Colón, Salto, Arrecifes, Arroyo Dulce (justo a mitad de camino entre Salto y Pergamino), Mariano Benítez (en el partido de Pergamino, entre Acevedo y El Socorro por camino de tierra), Rojas, Junín (donde también había presencia socialista desde principios de siglo), San Nicolás, Bartolomé Mitre (partido del norte de la provincia de Buenos Aires, cuya cabecera es Arrecifes, desde 1901); allí en la zona de Bartolomé Mitre el arrendamiento en especie llegaba al 45-50 %. Incluimos en esta recorrida de rebelión del norte bonaerense y sur santafesino a Baradero, Capitán Sarmiento y varios pueblos más.
En 1919, es el Senado Provincial el que rechaza una propuesta mediante la cual se hubiera creado el Partido de José R. Vieytes, cuya cabecera hubiera sido el pueblo de Lanús, que ahora sí contaba con la aprobación de la Cámara Joven provincial.
También en 1919 hubo otra tentativa de autonomización de lo que sería Capitán Sarmiento solicitada por Juan Mármol, que tampoco tuvo éxito.
En 1927 se vuelve a plantear la autonomía del futuro Partido de Capitán Sarmiento; los que repiten la presentación ante la Legislatura bonaerense son Carlos Delformo y Santiago Garayo, pero con el mismo resultado negativo.
Nuevamente en 1934 se insistiría sobre la creación del Partido de Capitán Sarmiento. En esta oportunidad el presentante del proyecto sería Fernández Guerrico, corriendo la misma suerte de los anteriores.
En 1948 el diputado provincial Antonio Montes sería el autor de otro proyecto de secesión de lo que sería el Partido de Capitán Sarmiento. Igual que los anteriores, durmió el sueño de los justos en las Comisiones de las Cámaras provincianas, las que cuando querían que algo no saliera simplemente dejaban que pasaran dos años y lo hacían "caer". Aquí el principal obstáculo que se presentaba era la presión por la presentación de constantes informes en contrario, que a guisa de defensa hacían los de Bartolomé Mitre (Arrecifes) en procura de mantener las tierras en su Comuna. La fundamentación era la disminución territorial de cinco de sus "cuarteles" sobre un total de diecisiete que sustentaban los arrecifeños, por lo cual se sentían perjudicados.
Las aspiraciones frustradas de los vecinos de la potencial Comuna de Capitán Sarmiento, se vieron justamente optimizadas el 19 de junio de 1961 [cita requerida] mediante el dictado de la Ley 6485/61 por la que se solicitaba la creación, definitiva, del Partido de Capitán Sarmiento, sobre la base de la sustracción de los cuarteles 11, 12, 13 y 14 y, parcialmente, los números 15 y 16 de la Comuna de Bartolomé Mitre (Arrecifes).
El gobernador de la provincia de Buenos Aires aún era Oscar Alende. La denominación del nuevo municipio, así como el de la ciudad cabecera del mismo, recordaba a Domingo Fidel Castro, hijo de Benita Martínez Pastoriza, quien al contraer enlace en segundas nupcias con Domingo Faustino Sarmiento, adjudicó al hijo de Benita con el infortunado Castro el apellido del maestro sanjuanino. Para los lugareños fue y será "Dominguito" Sarmiento, aquel que había muerto en la batalla de Curupaytí, durante la Guerra contra el Paraguay.
El 29 de junio sería sancionada la Ley mediante la cual se creaba el Partido de Capitán Sarmiento, la que el Poder Ejecutivo provincial promulgó con fecha 10 de julio de 1961. El mismo instrumento jurídico declaraba a Capitán Sarmiento "ciudad" y también se la nombraba cabecera del nuevo Distrito. Además de la ciudad cabecera, es de destacar que se han concentrado pequeños núcleos poblacionales alrededor de la Estación "La Luisa". Dicho distrito se halla ubicado al norte de la provincia de Buenos Aires, limitando con los partidos de San Pedro, Baradero, San Antonio de Areco, Carmen de Areco, Bartolomé Mitre (Arrecifes) y Salto.
En resumen, durante el Gobierno de Alende fueron creados los partidos de Berazategui, Capitán Sarmiento, Hipólito Yrigoyen, Escobar, San Cayetano, Tres de Febrero y Salliqueló.
En el Distrito de Capitán Sarmiento, la educación, hasta la realización del Censo tantas veces mencionado (1991), era impartida por diecisiete establecimientos, los que atienden una población escolar que sobrepasa a los 2000 alumnos. El detalle de los establecimientos educativos es el siguiente: una preprimaria; doce escuelas de educación primaria y tres de Enseñanza Media (un bachillerato y dos escuelas técnicas).
El 12 de agosto de 1997 se realizó el escrutinio final, mediante el cual se consagró la bandera bonaerense. Aquella, la victoriosa, fue la bandera diseñada por los chicos de las Escuelas de Educación Media N° 1, Mateo Jelicich, en conjunto con la Media N° 2, Domingo Faustino Sarmiento, justamente del Distrito de Capitán Sarmiento. Habían votado casi dos millones de jóvenes (y sus familias), de los cuales un millón y medio votó al diseño ganador. La Bandera Bonaerense nació del deseo de conferir un símbolo que superara cualquier circunstancial división política y se sintieran representados todos los bonaerenses, puesto que la característica fundamental de la provincia es precisamente su heterogeneidad. La ley 11.997 se sancionó en septiembre de 1998, unánimemente por el Senado y la Cámara de Diputados de la Provincia de Buenos Aires. La bandera había sido elegida el año inmediato anterior por los alumnos de la EGB (Educación General Básica) y de Educación Especial, tanto de gestión oficial como de gestión privada, para que fuera el emblema de todos los bonaerenses.

## Población
| Población | 9.479 | 10.326 | 11.392  | 12.854  | 14.494  | 15.965 |
| Variación | -     | +8,93% | +10,32% | +12,83% | +12,75% | +10,1% |

## Localidades del Partido
- Capitán Sarmiento 13 088 hab
- La Luisa 2 877 hab

## Intendentes municipales desde 1983
| Horacio Enrique Tapia     | 10 de diciembre de 1983 - 10 de diciembre de 1987 |      | PJ         |      | —       | 1983 |
| Oscar Alberto Olives      | 10 de diciembre de 1987 - 10 de diciembre de 1991 |      | UCR        | 1987 | —       |      |
| Horacio Enrique Tapia     | 10 de diciembre de 1991 - 10 de diciembre de 1995 |      | PJ         |      | FREJUFE | 1991 |
| Oscar Darío Ostoich       | 10 de diciembre de 1995 - 10 de diciembre de 1999 |      | PJ         | 1995 | FREJUFE |      |
| Oscar Darío Ostoich       | 10 de diciembre de 1999 - 10 de diciembre de 2003 |      | PJ         | CJ   | 1999    |      |
| Francisco José Álvarez    | 10 de diciembre de 2003 - 10 de diciembre de 2007 |      | NUVCS      |      | —       | 2003 |
| Oscar Darío Ostoich       | 10 de diciembre de 2007 - 10 de diciembre de 2011 |      | H.A.C.E.R. |      | FPV     | 2007 |
| Oscar Darío Ostoich       | 10 de diciembre de 2011 - 10 de diciembre de 2015 |      | PJ         | 2011 | FPV     |      |
| Oscar Darío Ostoich       | 10 de diciembre de 2015 - 10 de diciembre de 2019 | 2015 | PJ         |      | FPV     |      |
| Javier Iguacel            | 10 de diciembre de 2019 - 10 de diciembre de 2023 |      | PRO        |      | JxC     | 2019 |
| Fernanda Astorino Hurtado | 10 de diciembre de 2023 - En el cargo             |      | PRO        | 2023 | JxC     |      |

## Turismo
Hay diversos lugares para visitar como el Balneario Municipal, el Museo Centro Cultural “La Estación” , comprendido por el edificio de la antigua Estación de Ferrocarril. Este edificio acogía desde hacía largo tiempo a la Casa de la Cultura, espacio que aún perdura y al que se suman la Casa del Artesano y talleres de actividades artísticas como dibujo, pintura, cerámica, alfarería, actuación, canto, entre otras. Está situado en la Av. Juan Manuel de Rosas y Bv. Mitre.
El Monasterio Retiro San Pablo, emplazado en la inmensidad del campo, fue fundado por la orden de los Padres Pasionistas en 1888. Puede visitarse en la zona rural, al sudoeste de la ciudad donde se realizan espectáculos de doma y peñas folclórica todos los años con puestos de artesanos, comida y regalería.
Todos los años a principio del mes de marzo se realiza la "Feria Artesanías Cahuané". El mismo es un festival que dura cuatro noches (jueves, viernes, sábado y domingo) y se caracteriza por tener espectáculos musicales (en su mayoría folclóricos) mezclando artistas locales y artistas de renombre, aunque el plato fuerte es la feria artesanal, donde llegan artesanos de todo el país a exponer sus obras.

## Casa de la Cultura
Se restauró y puso en valor el edificio de "La Estación", financiada con fondos del Programa de Recuperación y Puesta en Valor de Edificios de Valor Histórico en forma conjunta con la Dirección de Arquitectura del Ministerio de Infraestructura, Vivienda y Servicios Públicos y el Instituto Cultural. Se reinauguró en octubre de 2005, recuperando un edificio símbolo y orgullo del municipio. Actualmente hay talleres donde se enseña a tocar instrumentos, canto, alfarería, dibujo, canto etc. Además cuenta con museo donde pueden verse imágenes antiguas del pueblo y muchos elementos relacionados con la historia del ferrocarril

## Balneario Municipal
El Balneario se encuentra a 5 km de Cap. Sarmiento, yendo para Arrecifes por la Ruta 8. Está sobre un lago donde abundan la anguila, la paraiba, el dorado, la trucha plateada, entre otros. Además cuenta con un parque para niños y un extenso terreno donde se puede practicar deportes como fútbol, softball, voleibol y pool, entre otros. También hay piletas de aguas frías y cálidas y un camping con  aparcamiento, fogones, despensa, baños con todo incluido, iluminación de seguridad, abastecimiento eléctrico, etc.
Es mundialmente conocido por el capitulo "Cazando al mounstruo de Capitán Sarmiento" Del reconocido programa de Jeremy Wade "Mounstruos de rios". Se han hecho varios analisis sobre el agua, parece que un pozo con conexiones volcanicas que desembocan en un lago subterraneo esta conectado al lago paradisiaco del balneario. El lago subterraneo ha mantenido una biodiversidad propia desde la prehistoria y cada tanto uno de esos especimenes logra escapar y se introduce en el lago de Capitán Sarmiento. Es una experiencia unica, más de 1.000.000 de profesionales han venido a disfrutar de la pesca de especimenes ya extintos como el "Leiuqeze Ztuts".

## Parroquia Nuestra Señora del Pilar
Frente al Palacio Municipal. El templo se inauguró el 12 de octubre de 1897.

## Taller y Museo Histórico
Muestra del pasado de los pueblos originarios, criollo, religioso, salamero y militar. El edificio es estilo "colonial pampeano", con un piso de alto, rejas de estilo y fachada de la época.
Su propietario es artesano, soguero, y platero.
El lugar escenifica una pulpería.